# Immortals
Immortals är en amerikansk action-drama-fantasyfilm från 2011, i regi av Tarsem Singh. Filmen fick tidigare namnen Dawn of War och War of the Gods innan den fick det officiella namnet Immortals. Filmen är löst baserad på den grekiska mytologin, i synnerhet myten om Theseus och Minotauren och om Titanernas krig.
Filmen finns på 2D och 3D och hade biopremiär den 11 november 2011.

## Handling
Den brutale och blodtörstige kungen Hyperion (Mickey Rourke) och hans mordlystna armé härjar över hela Grekland i jakten på den försvunna Epirusbågen. Med detta mäktiga vapen skulle kung Hyperion kunna störta Olympens gudar och bli världens härskare. Hyperion och hans mäktiga legioner förintar allt som står i deras väg, och det verkar som att ingen kommer att stoppa den onde kungens uppdrag. Flera grekiska byar utplånas, men en stenhuggare vid namn Theseus (Henry Cavill) lovar att hämnas på Hyperion, som har dräpt hans mor under ett av sina plundringståg. När Theseus möter orakelprästinnan Faidra (Freida Pinto) får hon visioner om att Theseus är nyckeln till att stoppa Greklands förintelse. Med hennes hjälp samlar Theseus en liten skara anhängare och omfamnar sitt öde i en avgörande kamp för mänsklighetens framtid.

## Rollista
- Henry Cavill - Theseus, en halvgud som är son till Poseidon. Han är grundaren och kungen av Aten och är filmens huvudperson.
- Freida Pinto - Faidra, en orakelprästinna som går med Theseus på hans uppdrag.
- Mickey Rourke - Kung Hyperion, kungen av Kreta och Theseus främste rival.
- Stephen Dorff - Stavros, en listig slav och mästertjuv som går med Theseus på hans uppdrag.
- Luke Evans - Zeus, de grekiska gudarnas konung, bror till Poseidon och far till Athena, Apollon, Ares och Heracles.
- Isabel Lucas - Athena, krigets, visdomens och rättvisans gudinna.
- Kellan Lutz - Poseidon, havets gud, bror till Zeus och far till Theseus.
- John Hurt - Gamle Zeus, en äldre manifestation av guden Zeus som är mentor till Theseus.
- Peter Stebbings - Helios, solens gud och en soldat från Aten.
- Joseph Morgan - Lysander, en förrädisk soldat från Aten som blir en tjänare till Kung Hyperion.
- Daniel Sharman - Ares, krigets gud.
- Corey Sevier - Apollon, ljusets, konstens, musikens, helandets, poesins, bågskyttens, medicinens och profetiornas gud.
- Steve Byers - Heracles, en halvgud som är son till Zeus och skaparen av Epirusbågen.
- Robert Maillet - Minotaur, ett monster som är hälften människa och hälften tjur som lever i labyrinten på Kreta. Trots de många rykten om detta "odjur" är Minotauren faktiskt en man som bär på en tjurmask och som strider mot Theseus i en helig labyrint.
- Greg Bryk - Nycomedes, en munk som följer med Theseus på hans resa.
- Romano Orzari - Ikaros, en soldat från Aten.
- Alan Van Sprang - Dareios, en slav som går Theseus på hans uppdrag.
- Stephen McHattie - Kassandros
- Dylan Smith - Stephanos, en soldat från Aten.
- Anne Day-Jones - Aethra, Theseus mor som dödas av kung Hyperion.
- Robert Naylor - Theseus som barn.
- Alisha Nagarsheth - Faidra som barn.
- Gage Munroe - Acamas, Theseus och Faidras barn.
- Aron Tomori - Lysander som barn.
- Chantal Simard - Lysanders mor.